# Tic (medicina)
Con tic si intende un movimento o vocalizzazione improvviso, rapido, ricorrente, non ritmico. Il tic è una manifestazione tipica di alcuni disturbi del movimento (e.g. sindrome di Tourette, ecc.), ma può comparire nei quadri sintomatologici di altre condizioni (e.g., intossicazione da sostanze, ecc.). Esempi comuni di tic sono gli ammiccamenti, schiarimento della gola e annusamento.
Per Umberto Galimberti il tic è un "movimento rapido, ripetitivo, coordinato e stereotipato, ripetuto nella mimica e nella gestualità, che si presenta in relazione alla tensione del soggetto senza poter essere impedito dalla volontà".
I tic sono generalmente percepiti come involontari da chi li manifesta, anche se possono essere volontariamente e momentaneamente soppressi per un quantitativo di tempo limitato. Il tentativo di controllarli può avere come conseguenza delle contrazioni violente, nonché un malessere crescente che diminuisce solo nel momento in cui il movimento ticcoso è lasciato libero di manifestarsi. Poiché i movimenti ticcosi possono apparire come caricature di movimenti volontari, suscitano spesso l'ilarità in chi vi assiste e provocano quindi imbarazzo e umiliazione per chi ne soffre. Nel caso di bambini affetti da tic, genitori, parenti e adulti in genere, qualora non consapevoli della natura non volontaria del fenomeno, possono arrivare al rimprovero.
I tic spariscono durante il sonno e a volte diminuiscono notevolmente fin quasi a sparire quando il soggetto è molto disteso, distratto o impegnato. I movimenti ticcosi aumentano invece quando il soggetto è più teso, preoccupato, nervoso, o quando è in atteggiamento inattivo: ad esempio quando è davanti alla TV o in una sala cinematografica.
Il tic si distingue dalla stereotipia motoria — un comportamento motorio ripetitivo, intenzionale ma privo di finalità apparente (afinalistico) — in quanto non ha natura ritmica ed è meno prolungato nel tempo; inoltre, coinvolge più frequentemente occhi, faccia, testa e spalle rispetto al resto del corpo. Altre tipologie di movimenti ripetitivi come le compulsioni causate dal disturbo ossessivo-compulsivo possono apparire come tic; tuttavia, i tic sono agiti senza controllo volontario, mentre le compulsioni sono agite volontariamente in conseguenza a un senso di obbligatorietà o necessità delle stesse.

## Eziologia
Poiché la presenza, l'accentuazione o la netta diminuzione della sintomatologia ticcosa è spesso in relazione a un maggior malessere o benessere del bambino e dell'adulto, per cui possono aggravarsi in una condizione di stress, di affaticamento, di forte emozione e di ansietà, per molti autori i tic sono un modo per scaricare, attraverso il movimento, l'ansia, la tensione e la conflittualità interiore dovute a un disagio interiore, riconducibile a difficoltà familiari, sociali, professionali o scolastiche; talvolta celano un'aggressività repressa, De Ajuriaguerra e Marcelli Galimberti: Per Rouart (in De Ajuriaguerra) vi sono due tipi di tic. Un primo tipo è presente in bambini ben adattati con buone capacità scolastiche, ma ansiosi e infantili. In questi casi i tic rappresentano il modo migliore che il bambino ha trovato per sfogare l'angoscia e la tensione emotiva. Il secondo tipo è invece presente in bambini instabili, turbolenti, disattenti a scuola, estroversi. In questi casi: "Il tic è una manifestazione parossistica di un disadattamento all'ambiente, cui si associano comportamenti fatti di turbolenza e di atteggiamento costrittivo, di aggressività e di paura". In definitiva, in questo secondo tipo, i tic sarebbero l'espressione motoria e una via di scarico dei conflitti e della tensione psichica, in soggetti con un eccessivo controllo dell'etero e auto aggressività.

## Classificazione
I tic possono essere di vari tipi:
- tic motori (i più comuni, di carattere improvviso e breve. Oltre a quelli riferiti in precedenza si ricordano le varie mioclonie);
- tic vocali (l'emissione di suoni non voluti. Comprende grugniti, parole dette senza intenzione, ecc.);
- tic comportamentali (ecolalia, coprolalia, ecc.);
- tic facciali (occhiolini, smorfie facciali).

Oltre a quelle principali esistono altre tipologie:
- tic distonico (un susseguirsi di movimenti coordinati con un fine inesistente ma presunto, es. saltare);
- tic sensitivo (quando esso è scatenato da una stimolazione esterna, sovente riscontrato nelle persone affette da sindrome di Tourette).

Per quanto riguarda la durata i tic possono essere transitori e cronici. 
- tic transitori: i più comuni, si riscontrano soprattutto nell'età infantile e spariscono spontaneamente dopo qualche tempo nel momento in cui il bambino riacquista una maggiore serenità interiore;
- tic cronici: persistono anche nell'adulto, per cui la persona soffre per la presenza di questi sintomi ma anche per l'atteggiamento di derisione purtroppo presente spesso da parte di chi vi assiste.

Per quanto riguarda il coinvolgimento di uno o più gruppi muscolari i tic possono essere semplici e complessi.
- tic semplici coinvolgono pochi gruppi muscolari e quindi solo una piccola parte del corpo;
- tic complessi coinvolgono molti gruppi muscolari di varie parti del corpo.

## Disturbi da tic
Le sindromi che hanno come manifestazione primaria i tic sono dette disturbi da tic.

### Classificazione secondo DSM-5
La quinta edizione del Manuale Diagnostico e Statistico dei Disturbi Mentali (DSM-5) individua cinque possibili sindromi afferenti a questa categoria:
- (307.23) Disturbo di Tourette
- (307.22) Disturbo persistente (cronico) da tic motori o vocali
- (307.21) Disturbo transitorio da tic
- (307.20) Disturbo da tic con altra specificazione
- (307.20) Disturbo da tic senza specificazione

### Classificazione secondo ICD-10
La decima edizione dell'International Statistical Classification of Diseases, Injuries and Causes of Death (ICD-10) individua cinque possibili sindromi afferenti a questa categoria:
- F95.0 Transient tic disorder
- F95.1 Chronic motor or vocal tic disorder
- F95.2 Combined vocal and multiple motor tic disorder [Gilles de la Tourette]
- F95.8 Other tic disorders
- F95.9 Tic disorder, unspecified

## Terapie

### Farmacologiche
Per ridurre la gravità e la frequenza di tale anomalia, i soggetti vengono trattati con aloperidolo, che risulta efficace nella maggioranza dei casi.

### Relazionali
Poiché l'obiettivo principale dovrebbe essere quello di diminuire la tensione interiore del soggetto che soffre di tale patologia, è bene evitare di rimproverare, sottolineare o peggio punire, il bambino o l'adulto che compie tali movimenti. Questi comportamenti non farebbero altro che accentuarne il disagio. Per Tribulato: "Soprattutto nell'età evolutiva è importante cercare di creare attorno ai minori un clima familiare sereno, giocoso e collaborante, limitando nel contempo tutte quelle attività e impegni che potrebbero instaurare o accentuare l'ansia interiore". In definitiva sono consigliati: più sport e gioco libero; meno TV, videogiochi, attività scolastiche e altri impegni stressanti.
Possono inoltre essere utili degli esercizi di training autogeno e sedute di psicoterapia.